# Radioterapia

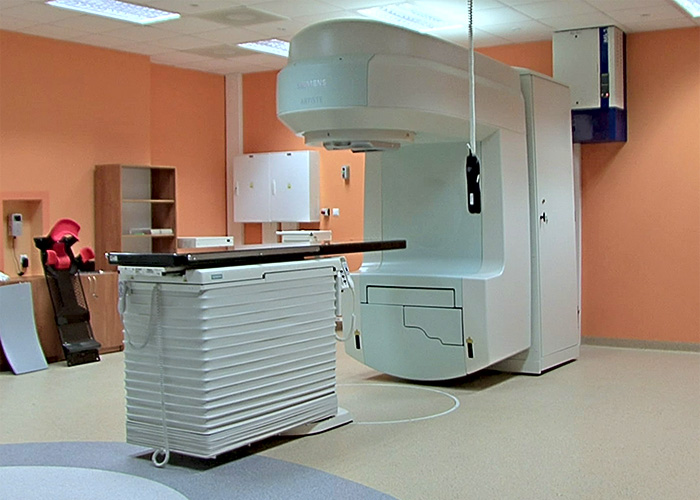
Aparat do radioterapii

Radioterapia, dawniej curieterapia – metoda leczenia za pomocą promieniowania jonizującego (fotonowego, elektronowego, protonowego lub z wykorzystaniem cięższych cząstek takich jak jony węgla). Stosowana w onkologii do leczenia chorób nowotworowych oraz łagodzenia bólu i innych dolegliwości związanych z rozsianym procesem nowotworowym, np. w przerzutach nowotworowych do kości lub guzach powodujących niedrożność oskrzela. Także szereg chorób nienowotworowych, głównie przebiegających z bolesnym procesem zapalnym, może być leczona przy użyciu promieniowania jonizującego.
Radioterapia onkologiczna jest samodzielną podstawową specjalizacją lekarską, łączącą się ściśle z onkologią kliniczną. W Polsce jest priorytetową dziedziną medycyny, a konsultantem krajowym radiologii onkologicznej od 18 stycznia 2019 jest prof. dr hab. n. med. Krzysztof Składowski. Planowanie radioterapii wymaga współpracy wielu specjalistów z różnych dziedzin: lekarza radioterapeuty, elektroradiologa, fizyka medycznego, technika radioterapii i pielęgniarek.

## Podział ze względu na sposób napromieniania
- brachyterapia (BT): leczenie przy użyciu źródła promieniowania znajdującego się w bezpośrednim kontakcie z guzem
- teleradioterapia (EBRT): leczenie z zastosowaniem źródła umieszczonego w pewnej odległości od tkanek

Leczeniem izotopami promieniotwórczymi (np. jodem lub strontem radioaktywnym) zajmuje się medycyna nuklearna.

## Podział ze względu na stan pacjenta
- radioterapia radykalna: ma na celu całkowitą eliminację guza nowotworowego tj. całkowite wyleczenie;
- radioterapia paliatywna: ma na celu łagodzenie objawów spowodowanych chorobą nowotworową w przypadku braku możliwości wyleczenia;
- radioterapia objawowa: ma na celu zmniejszenie dolegliwości bólowych spowodowanych przerzutami;
- radioterapia chorób nienowotworowych (schorzenia ortopedyczne, wytrzeszcz w chorobie Gravesa-Basedowa), gdzie mechanizm działania radioterapii jest złożony i odmienny aniżeli w przypadku nowotworów[5].

## Nowoczesne techniki planowania i realizacji napromieniania
- Konformalna radioterapia trójwymiarowa (three-dimensional conformal radiation therapy – 3DCRT), oparta na obrazowaniu w tomografii komputerowej[6];
- Technika modulowanej intensywności wiązki (intensity-modulated radiation therapy – IMRT), gdzie specjalny kolimator wielolistkowy umożliwia ograniczenie dawki w wybranych punktach napromienianego pola[7];
- Radioterapia sterowana obrazem (image-guided radiation therapy – IGRT), umożliwia wykonywanie zdjęć rentgenowskich lub tomografii komputerowej za pomocą aparatu terapeutycznego[8];
- Hypofrakcjonacja i radioterapia stereotaktyczna (stereotactic body radiation therapy - SBRT) umożliwia  podanie wysokich dawek frakcyjnych i skrócenie całkowitego czasu leczenia[9].

## Podział zależny od używanej energii

### Radioterapia kilowoltowa (60–400keV)
Promieniowanie małoprzenikliwe, płytkie, miękkie, graniczne, wyłącznie promieniowanie X. Do leczenia nowotworów skóry.

### Radioterapia megawoltowa (1,25–25MeV)
- promieniowanie gamma, generowane przez kobalt 60 (linie o energii 1,17 i 1,33 MeV)
- promieniowanie X o wysokiej energii generowane w przyśpieszaczu liniowym (4–25 MeV)
- elektrony (6–22 MeV)

## Podział ze względu na rodzaj promieniowania generowanego w aparatach
- promieniowanie pośrednio jonizujące, elektromagnetyczne: X i gamma
- promieniowanie cząstkowe:
  - bezpośrednio jonizujące: elektron, proton, cząstka alfa, ciężkie jony (tlenu, węgla)
  - pośrednio jonizujące: neutron.

## Skutki uboczne
Radioterapia jest bezbolesna, a jej zastosowanie paliatywne  (na przykład radioterapia do przerzutów kośćcowych) nie powoduje żadnych działań niepożądanych lub niewielkie działania, chociaż w ciągu następnych dni można zaobserwować krótkotrwały ból spowodowany obrzękiem uciskającym nerwy w leczonym obszarze. Większe dawki mogą powodować różne skutki uboczne podczas leczenia (ostre efekty uboczne), w miesiącach lub latach po leczeniu (długotrwałe efekty uboczne) lub po ponownym leczeniu (skumulowane działania niepożądane). Ich rodzaj, natężenie i czas trwania zależą od narządów, które otrzymały promieniowanie, samego leczenia (rodzaj promieniowania, dawka, frakcjonowanie, jednoczesna chemioterapia) i pacjenta.
Większość efektów ubocznych spowodowanych promieniowaniem można przewidzieć. Zwykle są one ograniczone do leczonego obszaru ciała pacjenta. Działania niepożądane zależą od dawki; na przykład większe dawki promieniowania na głowę i szyję mogą wiązać się z powikłaniami sercowo-naczyniowymi, dysfunkcją tarczycy i dysfunkcją osi przysadki. Współczesna terapia promieniowaniem ma na celu minimalizację skutków ubocznych i pomóc pacjentowi zrozumieć i radzić sobie ze skutkami ubocznymi, które są nieuniknione.
Głównymi działaniami niepożądanymi są zmęczenie i podrażnienie skóry, takie jak łagodne lub umiarkowane oparzenie słoneczne. Zmęczenie często pojawia się w trakcie zabiegu i może trwać kilka tygodni po zakończeniu leczenia. Podrażniona skóra wyleczy się, ale może nie być tak elastyczna.